# Národní park Cát Tiên
Národní park Cát Tiên (vietnamsky Vườn quốc gia Cát Tiên) se nachází v povodí řeky Dong Nai na jihu Vietnamu. Má rozlohu 720 km² a zasahuje na území tří provincií: Đồng Nai, Lâm Đồng a Bình Phước. Skládá se z oddělených území Nam Cat Tien and Tay Cat Tien, jejichž ochrana byla vyhlášena v roce 1978. V roce 1992 byla vytvořena rezervace Cat Loc a v roce 1998 se všechny tři lokality staly jedním národním parkem. Jezero Bau Sau bylo v roce 2005 vyhlášeno ramsarskou lokalitou. Původními obyvateli oblasti jsou Stiengové.
Na území parku převládají stálezelené lesy a podél vod lužní lesy. Roste zde více než 1600 druhů, k nimž patří dvojkřídláč eliptický, fíkovník drobnolistý, palicha jemná, afzélie, dalbergie, likuala, pukol, cykasy a Xylia xylocarpa. Více než třetinu plochy zaujímají bambusové lesy. Na vegetaci je dosud patrné masivní použití defoliantů za vietnamské války.
Původně zde byl chráněn nosorožec jávský, avšak v roce 2010 byl zabit poslední jedinec. V parku je možno vidět čtyřicet druhů zanesených na Červený seznam IUCN. V lesích žije množství primátů, např. gibon žlutolící, makak jávský, makak medvědí, outloň malý, languři a hulmani. Hlavní atrakcí je ohrožený slon indický, k dalším obyvatelům patří medvěd malajský, jezevec bělolící, kočka bengálská, vydra malá, cibetka asijská, binturong, gaur, sambar indický, muntžak sundský, tana severní, letucha malajská, luskoun ostrovní, dikobraz krátkoocasý, zajíc barmský a kaloni. Místní ptactvo tvoří orel šedohlavý, orlík chocholatý, sokolík obojkový, páv zelený, bažant bělolící, kur bankivský, marabu indomalajský, dvojzoborožec žlutozobý, pita proužkobřichá, loboš páskovaný a timálie Kelleyova. Z plazů se zde vyskytuje krokodýl siamský, kobra královská, krajta mřížkovaná, užovka červenokrká, varan skvrnitý, želva Spenglerova a trnoještěr kozí. Podle parku byl pojmenován endemický druh gekona Cyrtodactylus cattienensis. K typickým bezobratlým patří termiti. Vědci z Vietnamsko-ruského tropického centra zde v roce 2007 poprvé na světě nalezli drápkovce Eoperipatus totoro.
V sousedství parku se nachází archeologická lokalita Cát Tiên s pozůstatky chrámů ze čtvrtého až devátého století našeho letopočtu.